# Доктор геологічних наук

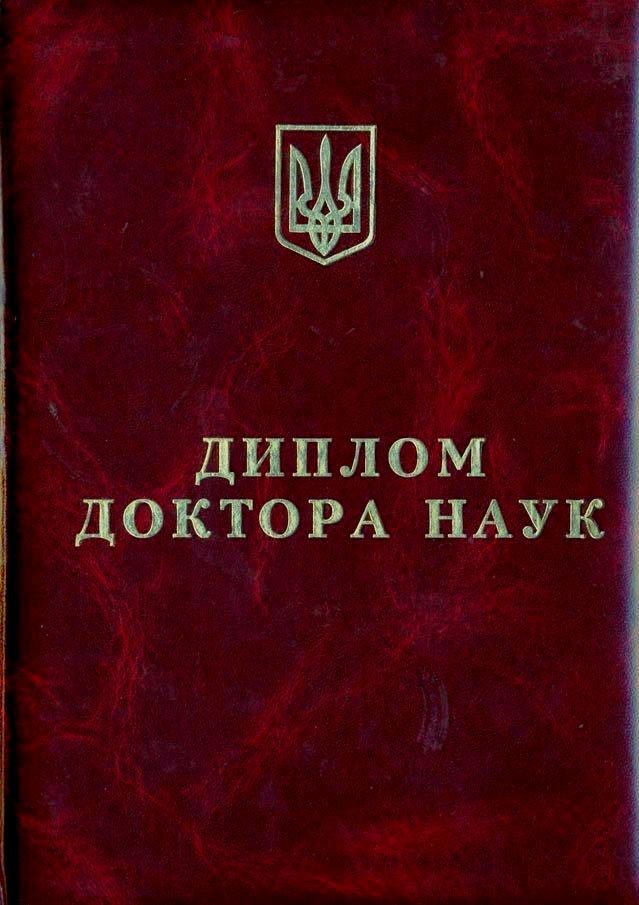
Диплом доктора наук

Доктор геологічних наук — вищий науковий ступінь в Україні у галузі геологічних наук. До 1996 — доктор геолого-мінералогічних наук. 
Доктор наук — вищий науковий ступінь, присуджується на підставі захисту докторської дисертації, яка являє собою сукупність результатів, що розв'язують важливу наукову або науково-прикладну проблему.
В Україні існує два наукових ступені: «доктор наук» та «кандидат наук».

## Порядок присудження наукового ступеня
Порядок присудження наукового ступеня «доктор наук» визначено Постановою Кабінету Міністрів України.
Науковий ступінь доктора наук присуджується спеціалізованою вченою радою на підставі прилюдного захисту дисертації особою, яка має науковий ступінь кандидата наук, і затверджується Міністерством освіти і науки України з урахуванням висновку відповідної експертної ради. Захист дисертації відбувається на відкритому засіданні спеціалізованої вченої ради, що складається з докторів наук, яким Міністерством освіти і науки України надано право розглядати дисертації з певної спеціальності.
Докторський ступінь є достатнім, щоб у вищих навчальних закладах посісти місце професора. Докторський ступінь країн СНД і більшості країн Заходу кардинально відрізняється. Ступінь Ph.D. (доктор філософії) приблизно еквівалентний ступеню кандидата наук.

## Спеціальності, за якими присуджується науковий ступінь «Доктор геологічних наук»
У галузі «Геологічні науки» науковий ступінь присуджується за спеціальностями:
- 04.00.01 — загальна та регіональна геологія;
- 04.00.02 — геохімія;
- 04.00.04 — геотектоніка;
- 04.00.05 — геологічна інформатика;
- 04.00.06 — гідрогеологія;
- 04.00.07 — інженерна геологія;
- 04.00.08 — петрологія;
- 04.00.09 — палеонтологія і стратиграфія;
- 04.00.10 — геологія океанів і морів;
- 04.00.11 — геологія металевих і неметалевих корисних копалин;
- 04.00.16 — геологія твердих горючих копалин;
- 04.00.17 — геологія нафти і газу копалин;
- 04.00.19 — економічна геологія;
- 04.00.20 — мінералогія, кристалографія;
- 04.00.21 — літологія;
- 04.00.22 — геофізика.

У галузі «Технічні науки» науковий ступінь доктора геологічних наук присуджується за спеціальністю
- 05.07.12 — дистанційні аерокосмічні дослідження.

У галузі «Національна безпека» науковий ступінь доктора геологічних наук присуджується за спеціальністю
- 21.06.01 — екологічна безпека.